# Lista gwiazd w poszczególnych gwiazdozbiorach
Lista gwiazd w poszczególnych gwiazdozbiorach – zestawienie gwiazd we wszystkich gwiazdozbiorach, w którym uwzględniono gwiazdy widoczne gołym okiem (do jasności widomej 6,5 magnitudo), gwiazdy podwójne, wielokrotne i zmienne oraz inne znaczniejsze obiekty gwiazdowe występujące w danych gwiazdozbiorach.

## Zestawienie list gwiazd dla poszczególnych gwiazdozbiorów

### Listy gwiazd dla gwiazdozbiorów okołobiegunowych północnych (dla Polski)
- Cefeusz
- Kasjopeja
- Mała Niedźwiedzica
- Smok
- Wielka Niedźwiedzica
- Żyrafa

### Gwiazdozbiory zimowe
- Bliźnięta
- Byk
- Cyrkiel
- Gołąb
- Jednorożec
- Malarz
- Mały Pies
- Orion
- Pompa
- Rak
- Rufa
- Ryś
- Wielki Pies
- Woźnica
- Zając

### Gwiazdozbiory wiosenne
- Centaur
- Hydra
- Kruk
- Kompas
- Korona Północna
- Lew
- Mały Lew
- Panna
- Psy Gończe
- Puchar
- Sekstant
- Skorpion
- Waga
- Warkocz Bereniki
- Węgielnica
- Wilk
- Wolarz
- Żagiel

### Gwiazdozbiory letnie
- Delfin
- Herkules
- Indianin
- Jaszczurka
- Korona Południowa
- Koziorożec
- Lisek
- Lutnia
- Luneta
- Łabędź
- Mikroskop
- Ołtarz
- Orzeł
- Ryba Południowa
- Strzała
- Strzelec
- Tarcza
- Wąż
- Wężownik
- Wodnik
- Żuraw
- Źrebię

### Gwiazdozbiory jesienne
- Andromeda
- Baran
- Erydan
- Feniks
- Pegaz
- Perseusz
- Piec
- Ryby
- Rzeźbiarz
- Trójkąt
- Wieloryb
- Zegar

### Gwiazdozbiory okołobiegunowe południowe
- Góra Stołowa
- Kameleon
- Kil
- Krzyż Południa
- Ryba Latająca
- Mucha
- Oktant
- Paw
- Rajski Ptak
- Rylec
- Sieć
- Trójkąt Południowy
- Tukan
- Wąż Wodny
- Złota Ryba